# Новостроївка (Дніпровський район)
Новостро́ївка — село в Україні, у Царичанській селищній громаді Дніпровського району Дніпропетровської області. Площа — 2,12 км², домогосподарств — 164, населення — 313 осіб.

## Географія
Село Новостроївка знаходиться за 2 км від лівого берега річки Оріль, вище за течією на відстані 1 км розташоване село Бабайківка, нижче за течією на відстані 1 км розташоване село Івано-Яризівка, на протилежному березі — село Турове. На відстані 0,5 км розташоване село Вербове. За 2 км проходить канал Дніпро — Донбас. Річка в цьому місці звивиста, утворює лимани, стариці й заболочені озера.

## Археологія
У села Новостроївка 5 курганів.

## Населення

### Мова
Розподіл населення за рідною мовою за даними перепису 2001 року:
| Мова       | Кількість | Відсоток |
| ---------- | --------- | -------- |
| українська | 382       | 95.26%   |
| російська  | 19        | 4.74%    |
| Усього     | 401       | 100%     |

## Соціальна сфера
В селі працюють фельдшерсько-акушерський пункт, будинок культури, бібліотека.

## Постаті
- Сагайдак Юрій Михайлович (1969—2014) — сержант Збройних сил України, учасник російсько-української війни.